# Premios Kerrang!
Los Premios Kerrang! (Kerrang! Awards) son británicos otorgados anualmente, desde el año 1993, por la revista musical inglesa Kerrang!. La ceremonia de premiación siempre se han realizado en Londres. Desde su creación, se han consolidado como una de las entregas más sensacionales y transgresoras del mundo. Presentados anualmente y transmitidos en directo por Kerrang! televisión, así como en internet.

## Anfitriones
- 2004: Stuart Cable
- 2005: Stuart Cable y Juliette Lewis
- 2006: Stuart Cable
- 2007: Scott Ian
- 2008: Scott Ian
- 2009: Scott Ian y Corey Taylor
- 2010: Scott Ian y Corey Taylor
- 2011: Scott Ian y Corey Taylor

## Los Más Galardonados
- 1999: Stereophonics (2 premios)
- 2000: Slipknot (3 premios)
- 2001: Papa Roach (2 premios)
- 2003: The Darkness (2 premios)
- 2004: The Darkness (2 premios)
- 2005: Green Day y My Chemical Romance (2 premios)
- 2006: Lostprophets (2 premios)
- 2007: Enter Shikari y Machine Head (2 premios)
- 2008: 30 Seconds to Mars (2 premios)
- 2009: Slipknot (2 premios)
- 2010: Bullet for My Valentine (2 premios)
- 2011: 30 Seconds to Mars (2 premios)